# Fake book
Un fake book és una col·lecció de partitures esquemàtiques per ajudar a un intèrpret a aprendre ràpidament noves cançons. En aquests llibres, cada cançó conté la informació mínima necessària per a poder fer-ne una interpretació lliure: la melodia, els acords, i el text. Els fake books no estan pensats per a principiants, ja que el lector ha de seguir i interpretar una notació escassa, i en general ha de tenir profunda familiaritat amb els acords i aquest tipus de partitura.
Els fake books són una part central de la cultura de la reproducció de la música en públic, particularment en el jazz, degut al seu caràcter improvisatori. Els fake books que contenen estàndards de jazz es coneixen amb el nom de Real Book